# Llista d'ocells de l'Azerbaidjan
Aquesta llista d'ocells de l'Azerbaidjan inclou totes les espècies d'ocells trobats a l'Azerbaidjan: 371, de les quals 9 en són accidentals (A).
Els ocells s'ordenen per ordres, famílies i espècies.
Hi ha 22 ordres i 64 famílies d'ocells a l'Azerbaidjan:

## OrdreAccipitriformes

### FamíliaAccipitridae

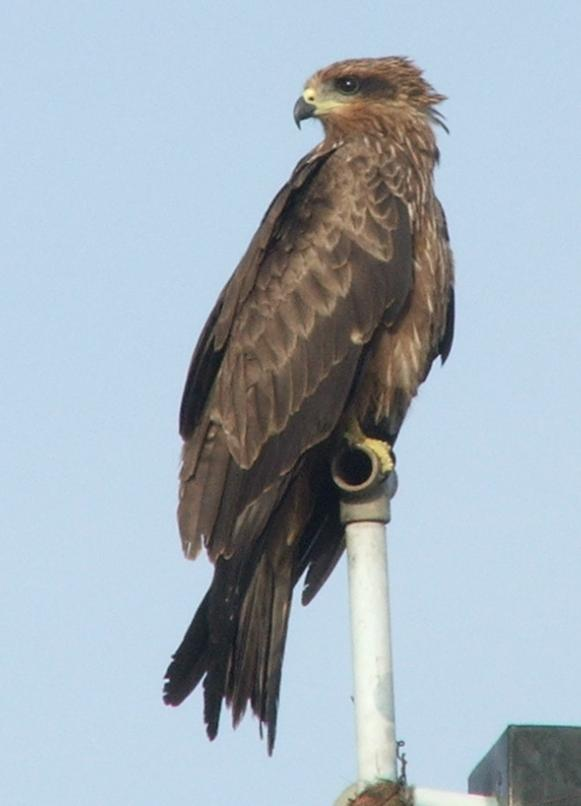
Milvus migrans

- Pernis apivorus
- Milvus milvus
- Milvus migrans
- Haliaeetus leucoryphus (A)
- Haliaeetus albicilla
- Gypaetus barbatus
- Neophron percnopterus
- Gyps fulvus
- Aegypius monachus
- Circaetus gallicus
- Circus aeruginosus
- Circus cyaneus
- Circus macrourus
- Circus pygargus
- Accipiter badius
- Accipiter brevipes
- Accipiter nisus
- Accipiter gentilis
- Buteo buteo
- Buteo rufinus
- Buteo lagopus
- Clanga pomarina
- Clanga clanga
- Aquila nipalensis
- Aquila heliaca
- Aquila chrysaetos
- Aquila fasciata
- Hieraaetus pennatus

### FamíliaPandionidae
- Pandion haliaetus

## OrdreAnseriformes

### FamíliaAnatidae

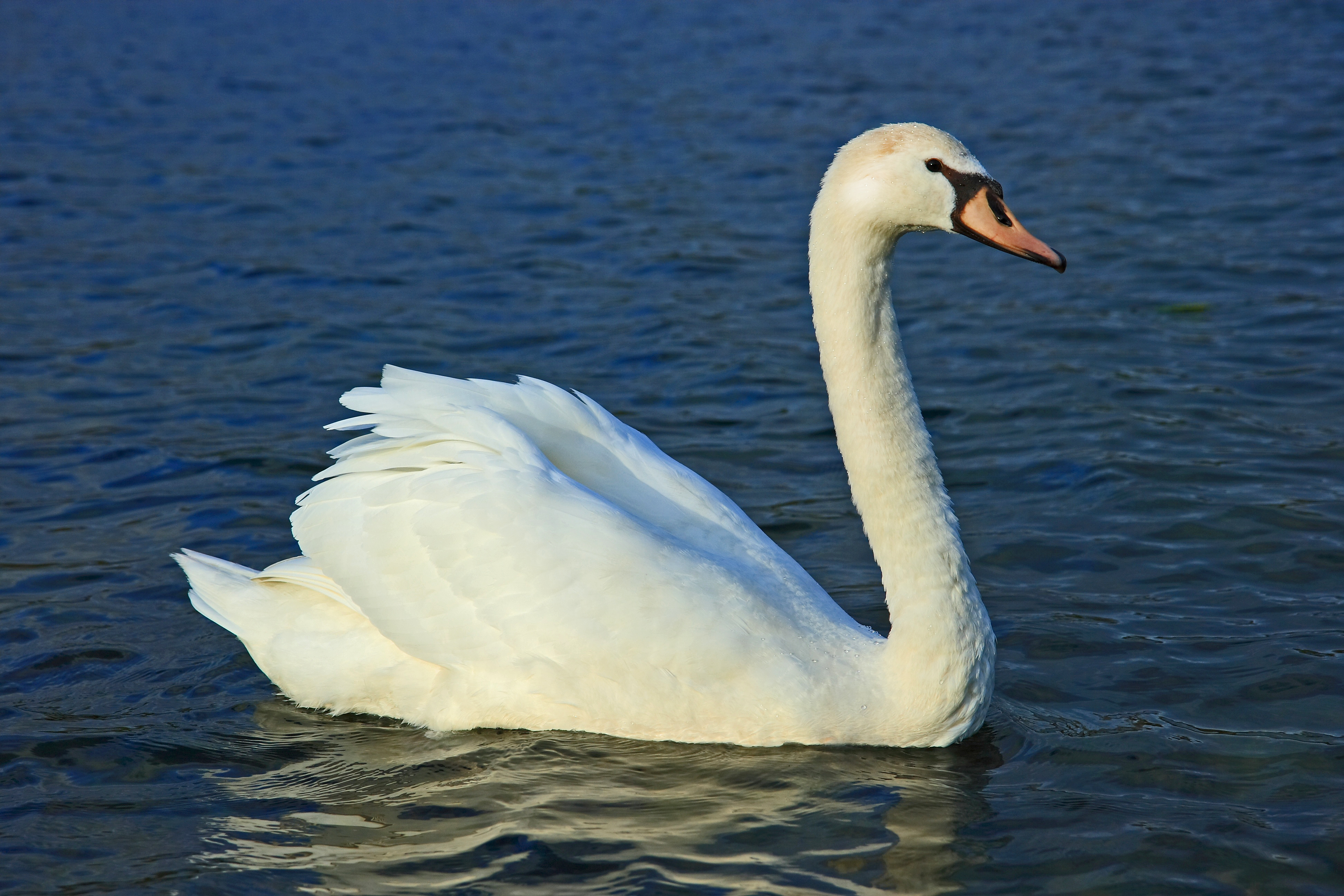
Cygnus olor

- Cygnus olor
- Cygnus cygnus
- Cygnus columbianus
- Anser albifrons
- Anser erythropus
- Anser anser
- Anser caerulescens (A)
- Branta ruficollis
- Tadorna ferruginea
- Tadorna tadorna
- Mareca penelope
- Mareca strepera
- Anas crecca
- Anas platyrhynchos
- Anas acuta
- Spatula querquedula
- Spatula clypeata
- Marmaronetta angustirostris
- Netta rufina
- Aythya ferina
- Aythya nyroca
- Aythya fuligula
- Aythya marila
- Clangula hyemalis (A)
- Melanitta nigra (A)
- Melanitta fusca
- Bucephala clangula
- Mergellus albellus
- Mergus serrator
- Mergus merganser
- Oxyura leucocephala

## OrdreBucerotiformes

### FamíliaUpupidae
- Upupa epops

## OrdreCaprimulgiformes

### FamíliaApodidae
- Tachymarptis melba
- Apus apus
- Apus affinis

### FamíliaCaprimulgidae
- Caprimulgus europaeus

## OrdreCharadriiformes

### FamíliaBurhinidae
- Burhinus oedicnemus

### FamíliaCharadriidae

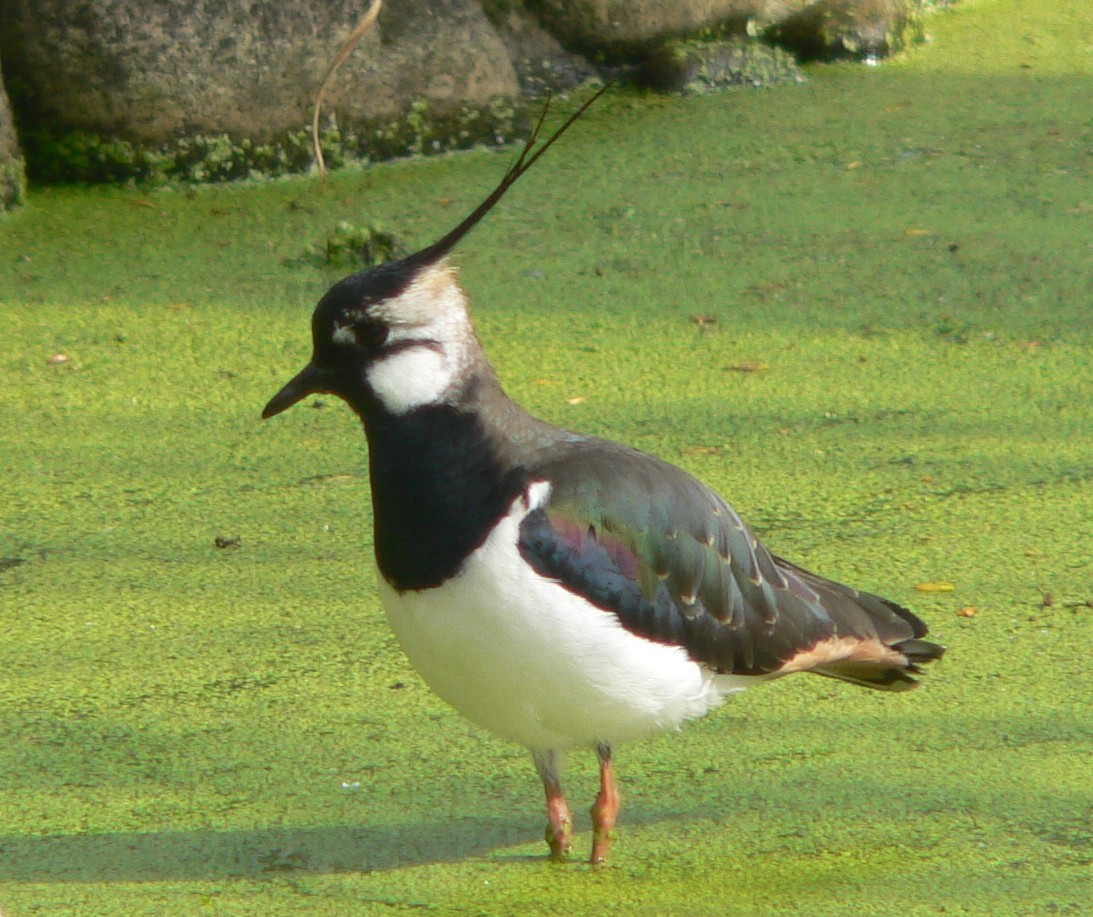
Vanellus vanellus

- Vanellus vanellus
- Vanellus indicus (A)
- Vanellus gregarius
- Vanellus leucurus
- Pluvialis apricaria
- Pluvialis squatarola
- Charadrius hiaticula
- Charadrius dubius
- Charadrius alexandrinus
- Charadrius leschenaultii
- Charadrius asiaticus
- Charadrius morinellus

### FamíliaGlareolidae
- Glareola pratincola
- Glareola nordmanni

### FamíliaHaematopodidae
- Haematopus ostralegus

### FamíliaLaridae

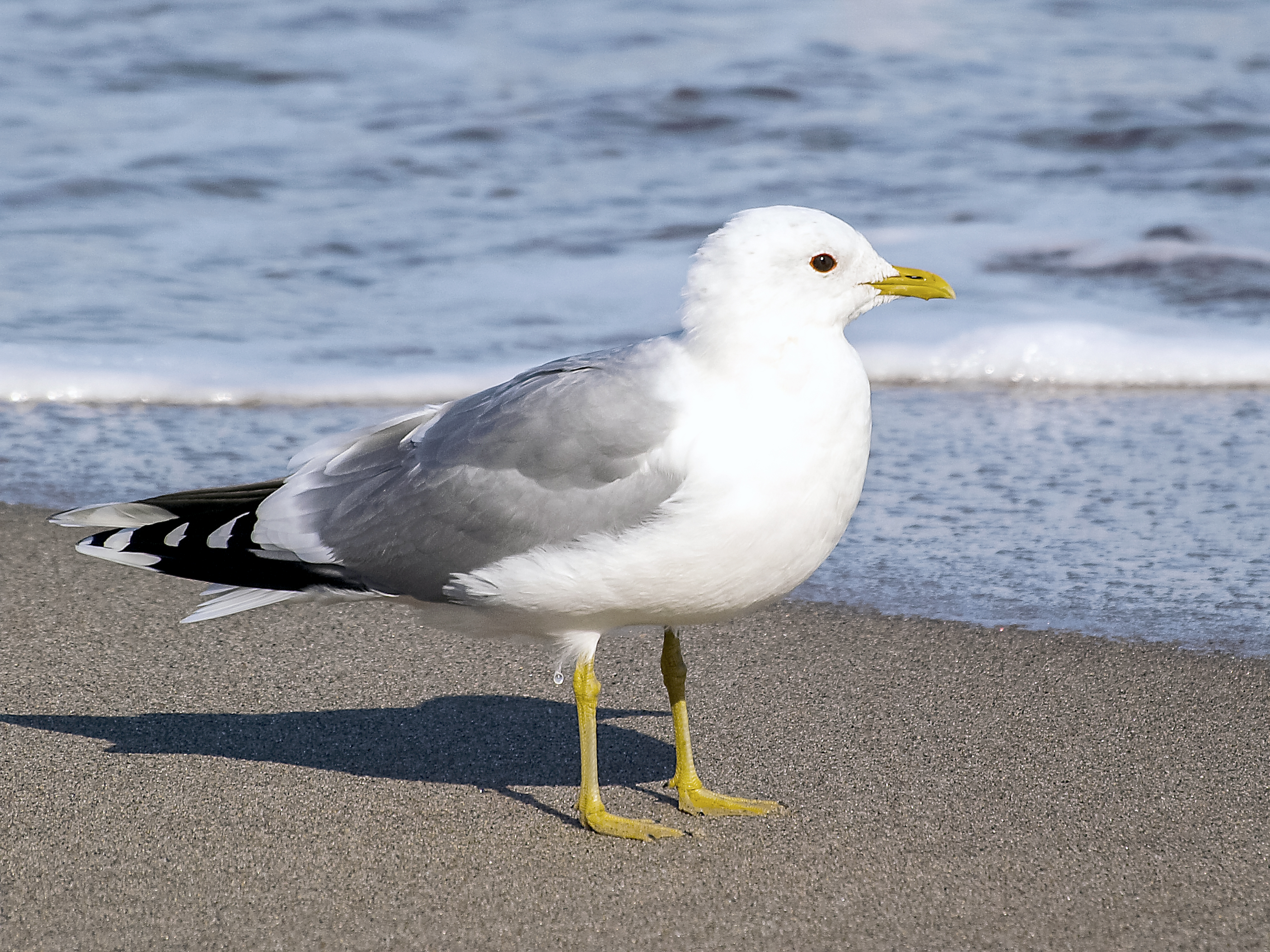
Larus canus

- Larus canus
- Larus fuscus
- Larus heuglini
- Larus cachinnans
- Larus michahellis
- Larus armenicus
- Ichthyaetus ichthyaetus
- Ichthyaetus melanocephalus
- Chroicocephalus ridibundus
- Chroicocephalus genei
- Hydrocoloeus minutus
- Gelochelidon nilotica
- Hydroprogne caspia
- Thalasseus sandvicensis
- Sterna hirundo
- Sternula albifrons
- Chlidonias hybrida
- Chlidonias leucopterus
- Chlidonias niger

### FamíliaRecurvirostridae
- Himantopus himantopus
- Recurvirostra avosetta

### FamíliaScolopacidae

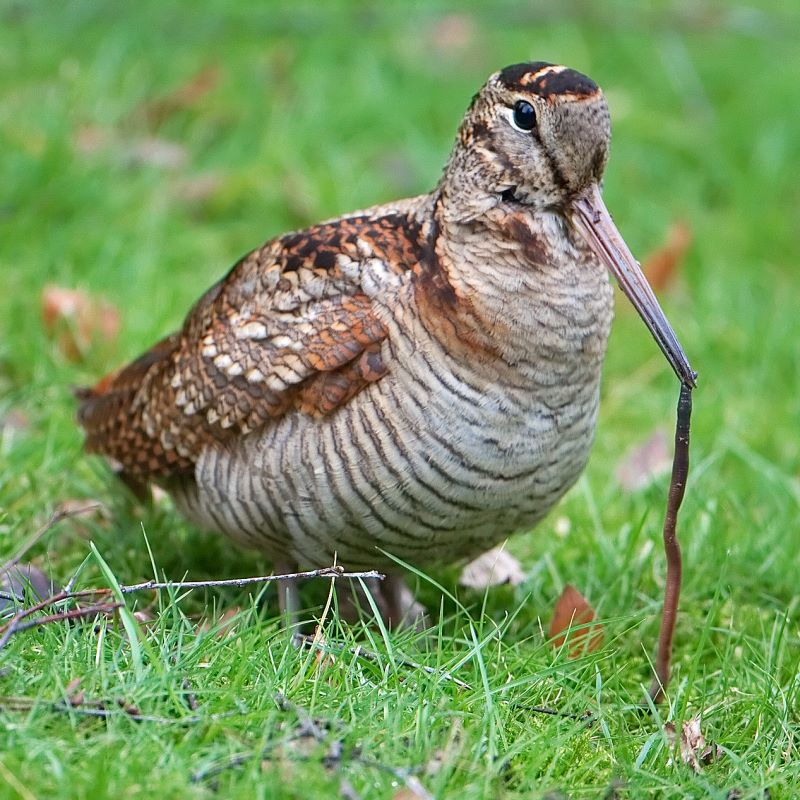
Scolopax rusticola

- Scolopax rusticola
- Lymnocryptes minimus
- Gallinago media
- Gallinago gallinago
- Limosa limosa
- Limosa lapponica
- Numenius phaeopus
- Numenius tenuirostris (A)
- Numenius arquata
- Tringa erythropus
- Tringa totanus
- Tringa stagnatilis
- Tringa nebularia
- Tringa ochropus
- Tringa glareola
- Xenus cinereus
- Actitis hypoleucos
- Arenaria interpres
- Calidris canutus
- Calidris alba
- Calidris minuta
- Calidris temminckii
- Calidris ferruginea
- Calidris alpina
- Calidris falcinellus
- Calidris pugnax
- Phalaropus lobatus

### FamíliaStercorariidae
- Stercorarius pomarinus

## OrdreCiconiiformes

### FamíliaCiconiidae
- Ciconia nigra
- Ciconia ciconia

## OrdreColumbiformes

### FamíliaColumbidae

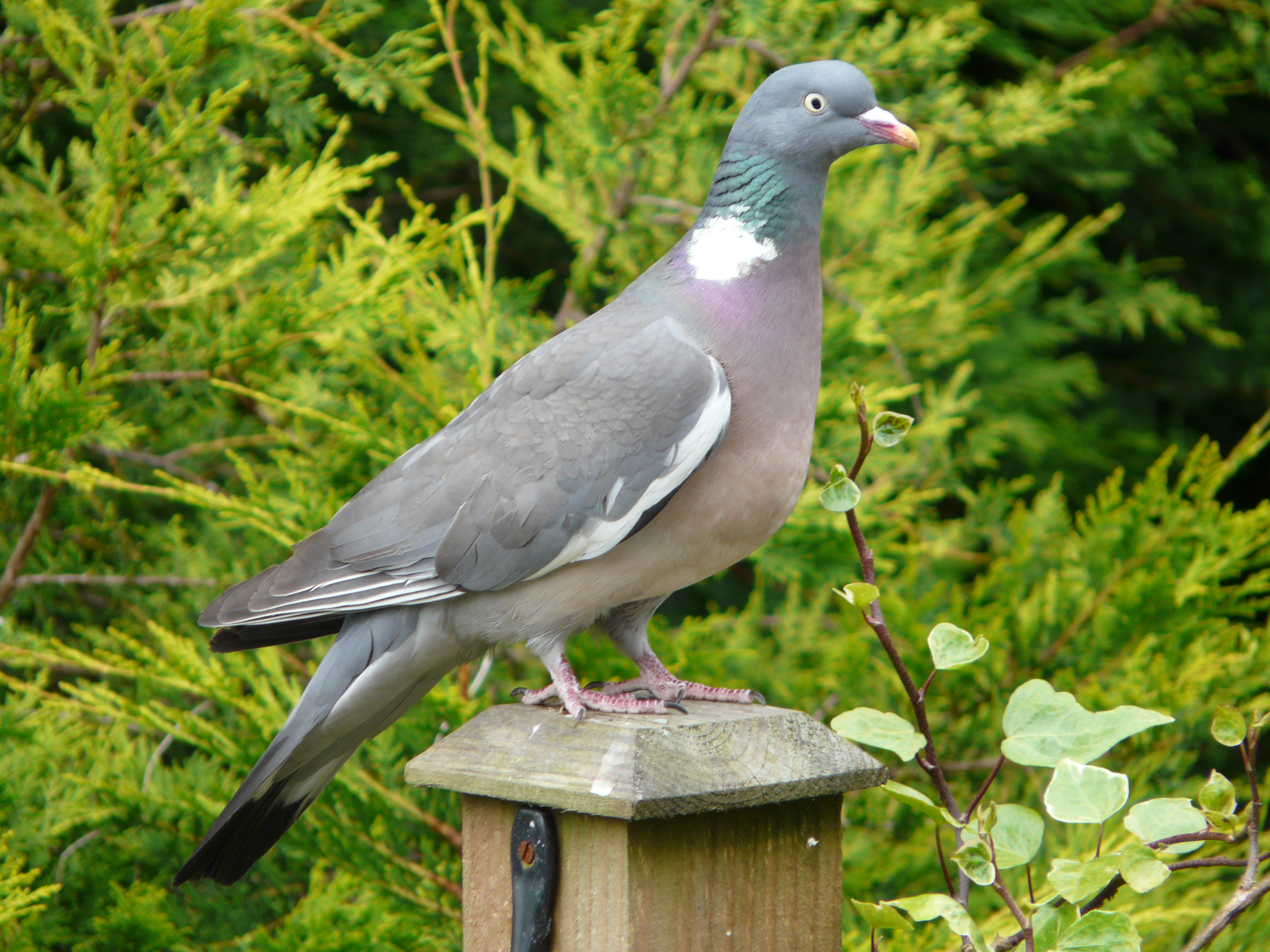
Columba palumbus

- Columba livia
- Columba oenas
- Columba palumbus
- Streptopelia turtur
- Streptopelia decaocto
- Spilopelia senegalensis

## OrdreCoraciiformes

### FamíliaAlcedinidae
- Alcedo atthis
- Halcyon smyrnensis

### FamíliaCoraciidae
- Coracias garrulus

### FamíliaMeropidae
- Merops persicus
- Merops apiaster

## OrdreCuculiformes

### FamíliaCuculidae
- Cuculus canorus

## OrdreFalconiformes

### FamíliaFalconidae
- Falco naumanni
- Falco tinnunculus
- Falco vespertinus
- Falco columbarius
- Falco subbuteo
- Falco biarmicus
- Falco cherrug
- Falco peregrinus

## Galliformes

### FamíliaPhasianidae

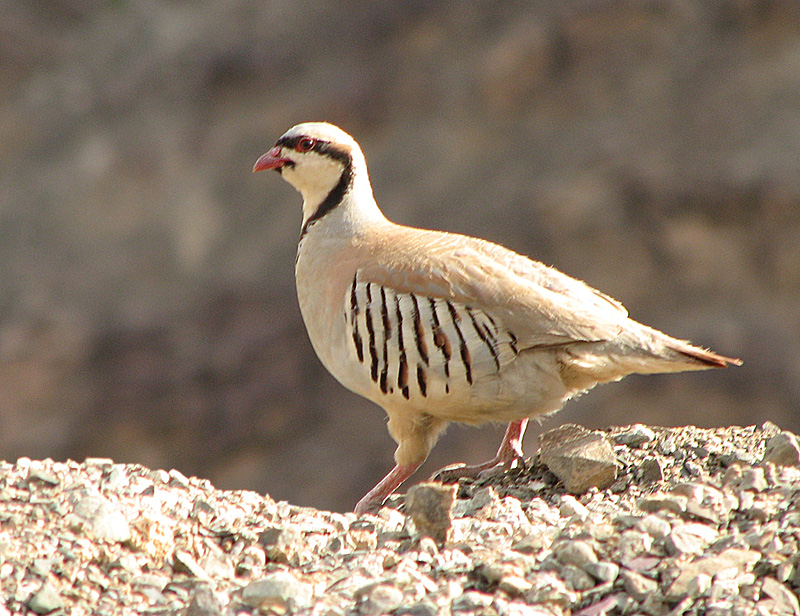
Alectoris chukar

- Tetraogallus caucasicus
- Tetraogallus caspius
- Alectoris chukar
- Francolinus francolinus
- Perdix perdix
- Coturnix coturnix
- Phasianus colchicus
- Tetrao mlokosiewiczi

## OrdreGaviiformes

### FamíliaGaviidae
- Gavia stellata
- Gavia arctica

## OrdreGruiformes

### FamíliaGruidae
- Anthropoides virgo
- Grus leucogeranus
- Grus grus

### FamíliaRallidae
- Rallus aquaticus
- Crex crex
- Porzana parva
- Porzana pusilla
- Porzana porzana
- Porphyrio poliocephalus
- Gallinula chloropus
- Fulica atra

## OrdreOtidiformes

### FamíliaOtididae
- Otis tarda
- Chlamydotis undulata
- Tetrax tetrax

## OrdrePasseriformes

### FamíliaAcrocephalidae

Acrocephalus melanopogon

- Acrocephalus melanopogon
- Acrocephalus schoenobaenus
- Acrocephalus agricola
- Acrocephalus scirpaceus
- Acrocephalus dumetorum
- Acrocephalus palustris
- Acrocephalus arundinaceus
- Iduna caligata
- Iduna pallida
- Hippolais languida
- Hippolais icterina

### FamíliaAegithalidae
- Aegithalos caudatus

### FamíliaAlaudidae
- Melanocorypha calandra
- Melanocorypha bimaculata
- Melanocorypha yeltoniensis
- Calandrella brachydactyla
- Alaudala rufescens
- Galerida cristata
- Lullula arborea
- Alauda arvensis
- Alauda gulgula (A)
- Alauda leucoptera
- Eremophila alpestris

### FamíliaBombycillidae
Bombycilla garrulus

### FamíliaCerthiidae
- Certhia familiaris
- Certhia brachydactyla

### FamíliaCinclidae
- Cinclus cinclus

### FamíliaCorvidae
- Garrulus glandarius
- Pica pica
- Pyrrhocorax pyrrhocorax
- Pyrrhocorax graculus
- Corvus monedula
- Corvus frugilegus
- Corvus corone
- Corvus corax
- Corvus cornix

### FamíliaEmberizidae
- Emberiza citrinella
- Emberiza cirlus
- Emberiza cia
- Emberiza buchanani
- Emberiza hortulana
- Emberiza caesia
- Emberiza melanocephala
- Emberiza schoeniclus
- Emberiza calandra

### FamíliaFringillidae

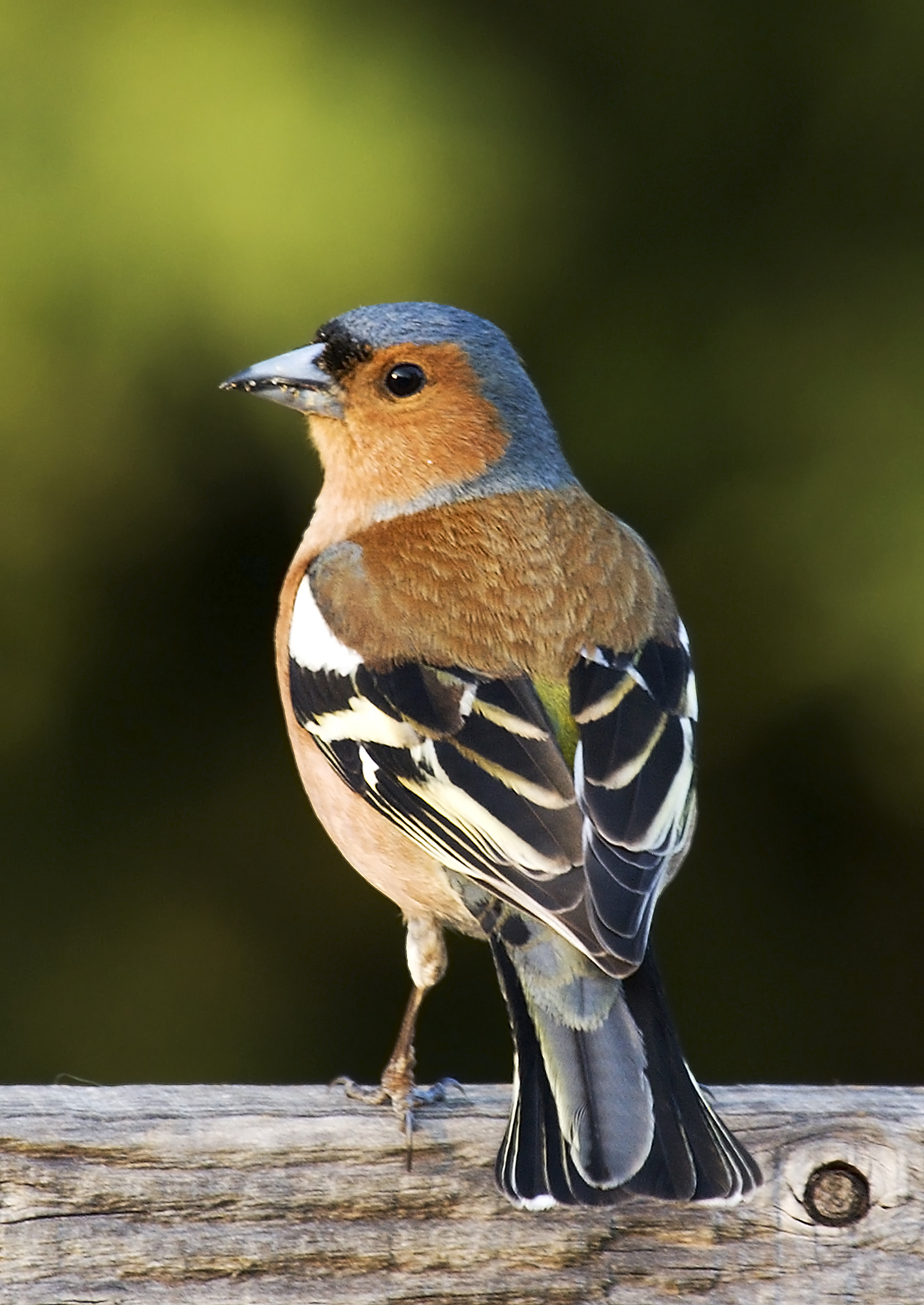
Fringilla coelebs

- Fringilla coelebs
- Fringilla montifringilla
- Carpodacus erythrinus
- Carpodacus rubicilla (A)
- Loxia curvirostra
- Chloris chloris
- Spinus spinus
- Carduelis carduelis
- Linaria flavirostris
- Linaria cannabina
- Serinus pusillus
- Pyrrhula pyrrhula
- Coccothraustes coccothraustes
- Rhodopechys sanguinea
- Rhodopechys mongolica
- Bucanetes githaginea

### FamíliaHirundinidae
- Riparia riparia
- Ptyonoprogne rupestris
- Hirundo rustica
- Delichon urbicum

### FamíliaLaniidae
- Lanius collurio
- Lanius isabellinus
- Lanius excubitor
- Lanius minor
- Lanius senator

### FamíliaLocustellidae
- Locustella naevia
- Locustella luscinioides

### FamíliaMotacillidae
- Motacilla alba
- Motacilla citreola
- Motacilla flava
- Motacilla cinerea
- Anthus campestris
- Anthus trivialis
- Anthus pratensis
- Anthus cervinus
- Anthus spinoletta

### FamíliaMuscicapidae

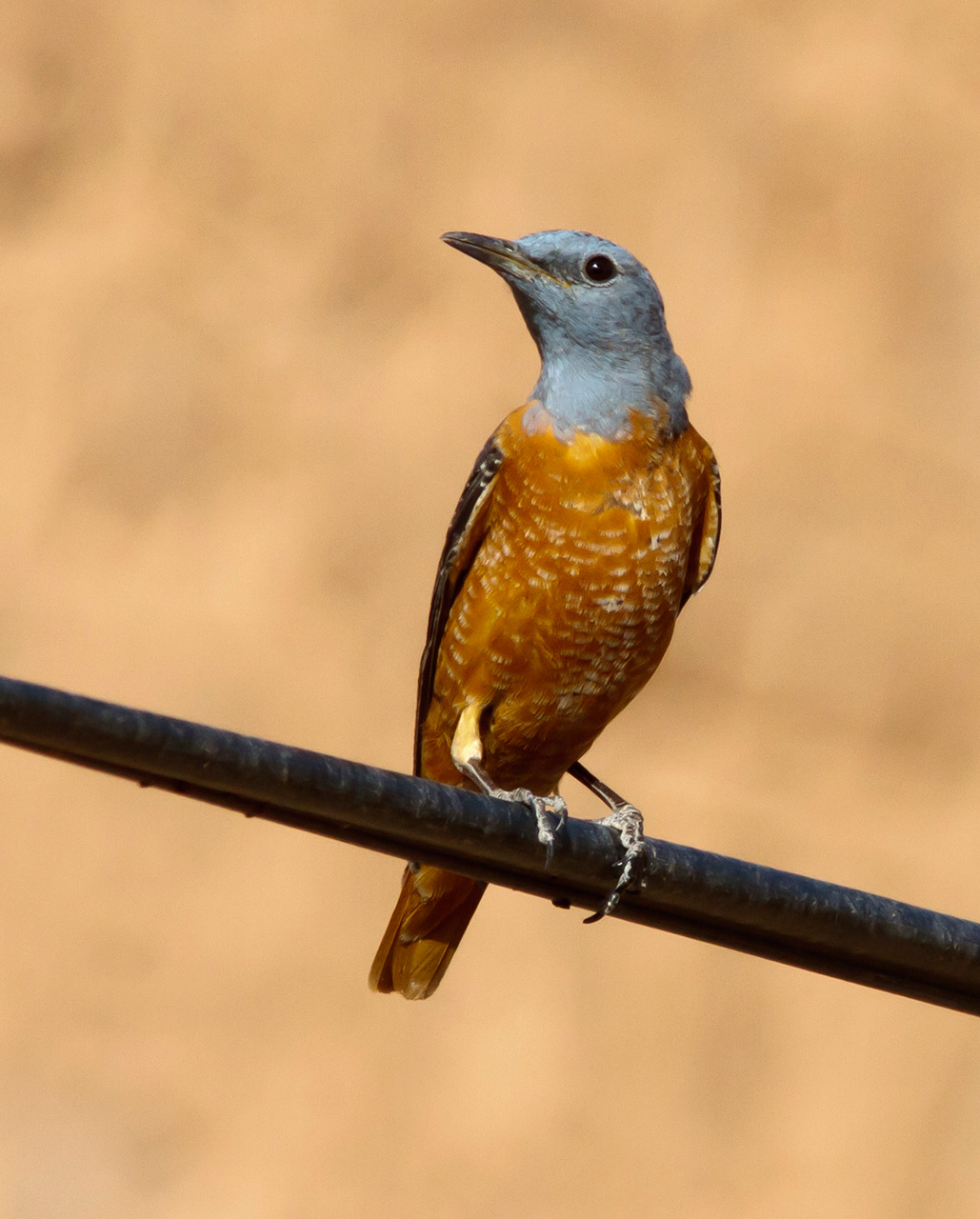
Monticola saxatilis

- Monticola saxatilis
- Monticola solitarius
- Muscicapa striata
- Ficedula hypoleuca
- Ficedula albicollis
- Ficedula semitorquata
- Ficedula parva
- Erithacus rubecula
- Luscinia luscinia
- Luscinia megarhynchos
- Luscinia svecica
- Irania gutturalis
- Cercotrichas galactotes
- Phoenicurus ochruros
- Phoenicurus phoenicurus
- Phoenicurus erythrogaster
- Saxicola maurus
- Saxicola rubetra
- Saxicola rubicola
- Oenanthe oenanthe
- Oenanthe finschii
- Oenanthe pleschanka
- Oenanthe hispanica
- Oenanthe xanthoprymna
- Oenanthe chrysopygia
- Oenanthe deserti
- Oenanthe isabellina

### FamíliaOriolidae
- Oriolus oriolus

### FamíliaPanuridae
- Panurus biarmicus

### FamíliaParidae

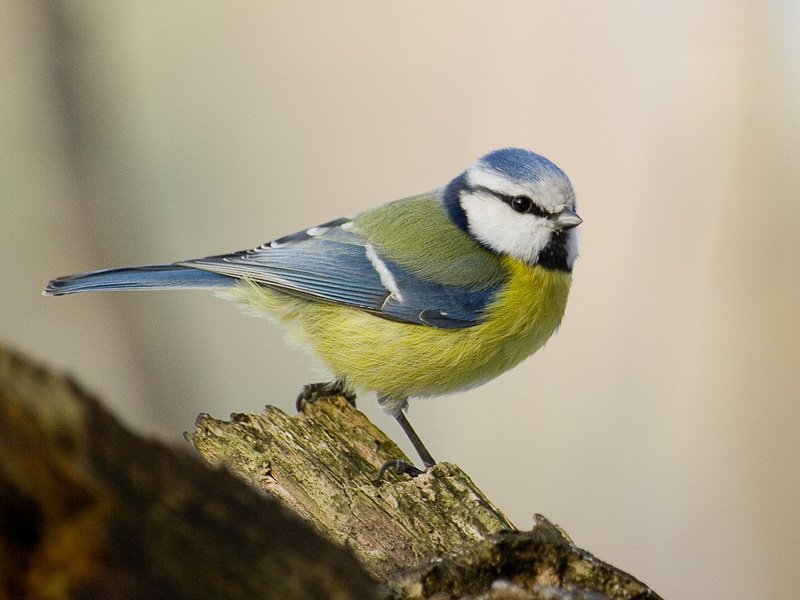
Cyanistes caeruleus

- Poecile lugubris
- Poecile hyrcana
- Periparus ater
- Lophophanes cristatus
- Parus major
- Cyanistes caeruleus

### FamíliaPasseridae
- Passer domesticus
- Passer hispaniolensis
- Passer montanus
- Petronia petronia
- Carpospiza brachydactyla
- Montifringilla nivalis

### FamíliaPhylloscopidae
- Phylloscopus trochilus
- Phylloscopus collybita
- Phylloscopus sindianus
- Phylloscopus sibilatrix
- Phylloscopus trochiloides

### FamíliaPrunellidae
- Prunella collaris
- Prunella ocularis
- Prunella modularis

### FamíliaRegulidae
- Regulus regulus

### FamíliaRemizidae
- Remiz pendulinus

### FamíliaScotocercidae
- Cettia cetti

### FamíliaSittidae
- Sitta europaea
- Sitta neumayer
- Sitta tephronota

### FamíliaSturnidae
- Pastor roseus
- Sturnus vulgaris

### FamíliaSylviidae

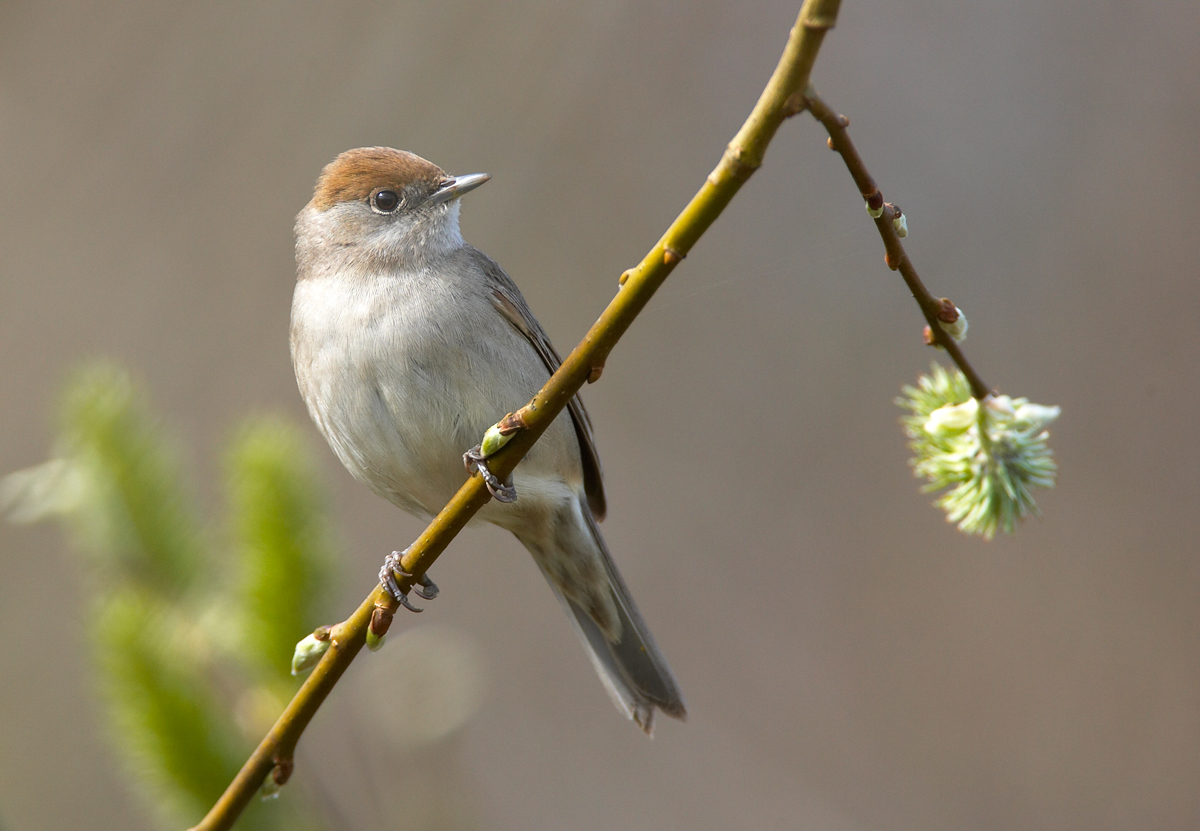
[Sylvia atricapilla

- Sylvia atricapilla
- Sylvia borin
- Sylvia communis
- Sylvia curruca
- Sylvia nana
- Sylvia nisoria
- Sylvia crassirostris
- Sylvia mystacea

### FamíliaTichodromidae
- Tichodroma muraria

### FamíliaTroglodytidae
- Troglodytes troglodytes

### FamíliaTurdidae
- Turdus torquatus
- Turdus merula
- Turdus ruficollis
- Turdus pilaris
- Turdus iliacus
- Turdus philomelos
- Turdus viscivorus

## OrdrePelecaniformes

### FamíliaArdeidae
- Ardea cinerea
- Ardea purpurea
- Ardea alba
- Egretta garzetta
- Ardeola ralloides
- Bubulcus ibis
- Nycticorax nycticorax
- Botaurus stellaris

### FamíliaPelecanidae
- Pelecanus onocrotalus
- Pelecanus crispus

### FamíliaThreskiornithidae
- Threskiornis aethiopicus
- Plegadis falcinellus
- Platalea leucorodia

## OrdrePhoenicopteriformes

### FamíliaPhoenicopteridae
- Phoenicopterus roseus

## OrdrePiciformes

### FamíliaPicidae

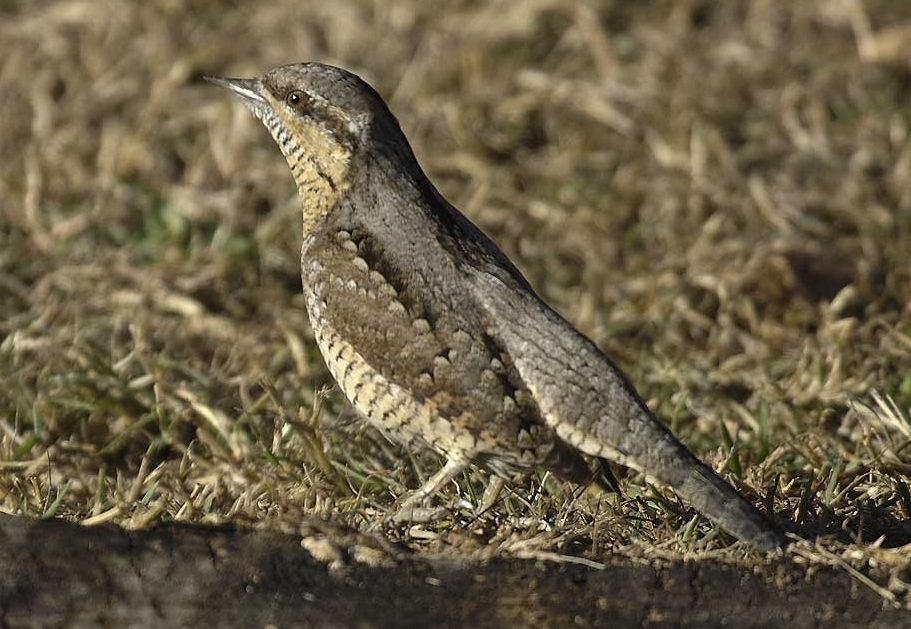
Jynx torquilla

- Jynx torquilla
- Dryobates minor
- Dendrocoptes medius
- Dendrocopos leucotos
- Dendrocopos major
- Dendrocopos syriacus
- Dryocopus martius
- Picus viridis

## OrdrePodicipediformes

### FamíliaPodicipedidae
- Tachybaptus ruficollis
- Podiceps grisegena
- Podiceps cristatus
- Podiceps auritus
- Podiceps nigricollis

## OrdrePterocliformes

### FamíliaPteroclidae
- Pterocles alchata (A)
- Pterocles orientalis

### FamíliaTytonidae
- Tyto alba

## OrdreStrigiformes

### FamíliaStrigidae
- Otus scops
- Bubo bubo
- Strix aluco
- Athene noctua
- Aegolius funereus
- Asio otus
- Asio flammeus

## OrdreSuliformes

### FamíliaPhalacrocoracidae
- Phalacrocorax carbo
- Microcarbo pygmeus